# Sveigðir
Sveigðir (en latin : Suercherus ou Swegthir), également connu sous le nom de Sveigder, Svegder ou encore Swegde (né en 277 à Gamla Uppsala), est un roi légendaire de Suède appartenant à la dynastie des Ynglingar.
Il est le fils de Fjölnir et épouse Vana de Vanaheim, une potentielle Vanes. Il a un fils avec elle, Vanlandi, qui lui succède à sa mort.

## Biographie
Son nom signifie « Celui qui ondule » en vieux norrois.
D'après la Saga des Ynglingar, Sveigðir parcourt le monde avec douze compagnons à la recherche de Godheim, la demeure des dieux, qu'il a juré de trouver.
Après un périple de cinq ans (il voyage notamment en Asie mineure ou encore en Scythie), il rentre au pays quelque temps puis épouse Vana de Vanaheim, qui lui donne un fils, Vanlandi.
Il repart ensuite à la recherche de la demeurre des dieux et arrive un jour dans le domaine de Stein, où se dresse un immense rocher, grand comme une maison. Dans la soirée, alors qu'il se prépare à aller dormir après une fête, il aperçoit un nain assis au pied du rocher, qui lui dit de s'approcher s'il souhaite apercevoir Odin. Ivre, Sveigðir se précipite sur le rocher, qui se referme derrière lui.
Le Ynglingatal décrit sa chute « dans les salles de Sökkmímir où vivent les géants ».

## Interprétation
Comme plusieurs ancêtres mythiques des Ynglingar, Sveigdir a un lien avec Odin. Son nom lui-même est parfois considéré comme une variante d’Odin dans certains poèmes nordiques. Georges Dumézil, un spécialiste des mythes indo-européens, suggère que Sveigdir fait partie d'un schéma trifonctionnel. Sa disparition dans un rocher pourrait représenter une des formes de la mort rituelle liée à la première fonction divine, en complément de la noyade (liée à la troisième fonction) et de la pendaison (liée à Odin, une figure centrale de la première fonction).

## Famille

### Mariage et enfants
De son union avec Vana de Vanaheim, il eut :
- Vanlandi.

### Sources
- Snorri Sturluson, La Saga des Ynglingar [détail des éditions].